# Рот, Моше

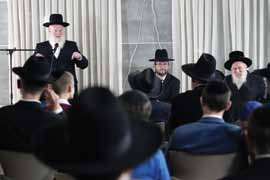
Рот выступает на собрании Общества святости Сиона в 2022 году

Моше Шимон Рот (ивр. משה רוט‎, род. 13 февраля 1964, Краун-Хайтс, Нью-Йорк) — израильский юрист и политик, депутат Кнессета от партии «Яхадут ха-Тора».

## Биография
Рот родился в 1964 году в Краун-Хайтс, Бруклин, Нью-Йорк, в семье Хаима Альтера Рота, соучредителя медицинского центра Sanz и больницы Ланиадо в Нетании и видного активиста движения «Агудат Исраэль» в Соединённых Штатах. В детстве он учился в ешиве Санц, затем продолжил обучение в ешиве Гедоле Санц и в ешиве Люцерн в Швейцарии. 
В возрасте 20 лет он в одиночку репатриировался в Израиль. Он получил степень бакалавра права в Академическом колледже Оно. В 1999 году он был назначен в совет директоров больницы Ланиадо в Нетании. В то же время он занимал должность главы управления хасидских учреждений Санц в Бней-Браке. С 1996 по 1999 год он занимал должность советника по «восстановлению районов» у заместителя министра строительства Меира Поруша. 
До 2021 года движение «Санц Хасид» не было представлено в избирательных списках альянса «Яхадут ха-Тора». Однако перед выборами в Кнессет 2021 года Рот занимал десятое место в списке «Яхадут ха-Тора» как представитель движения «Санц Хасид». Однако он не был избран, поскольку альянс получил всего семь мест.
На выборах 2022 года он занял девятое место в списке «Яхадут ха-Тора». Хотя список получил только семь мест, Рот вошёл в Кнессет в январе 2023 года после отставки Меира Поруша в соответствии с норвежским законом (который позволяет депутатам Кнессета, назначенным министрами, отказываться от своего места в Кнессете). Затем Рот был назначен заместителем спикера Кнессета и членом Комитета по иностранным делам и безопасности, Комитета по здравоохранению, Государственного контрольного комитета и ряда других комитетов. Он также является председателем парламентского лобби в поддержку государственных больниц.